# نراد سفید
نراد سفید(نام علمی: Abies concolor) نام یک گونه از سرده نراد است.